# Земля під білими крилами
«Земля під білими крилами» (біл. Зямля пад белымі крыламі) — нарис білоруського письменника Володимира Короткевича про Білорусь, написаний для українськомовної аудиторії. Першопочатково виданий у Києві 1972 року українською мовою. У 1977 році з'явився і білоруськомовний варіант твору.

## Зміст
Письменник художньо детально розповів про Білорусь, її культуру, мову, літературу, фольклор, природу. У цьому нарисі він висвітлив історію Білорусі від античності до 1970-х років, торкаючись найважливіших подій, таких як історія Великого князівства Литовського, Грюнвальдська битва 1410 року, Люблінська унія 1569 року та інші важливі моменти в історії Білорусії.